# Watermolens Londerzeel
Op het grondgebied van Londerzeel bevinden zich 4 min of meer bewaarde watermolens.
De Koevoetmolen ligt op de Kleine Molenbeek, de andere molens liggen allemaal op de Grote Molenbeek. De meer veranderlijke informatie zoals de bezoekuren vindt u bij "MOLENZORG VLAANDEREN vzw"

## Koevoetmolen

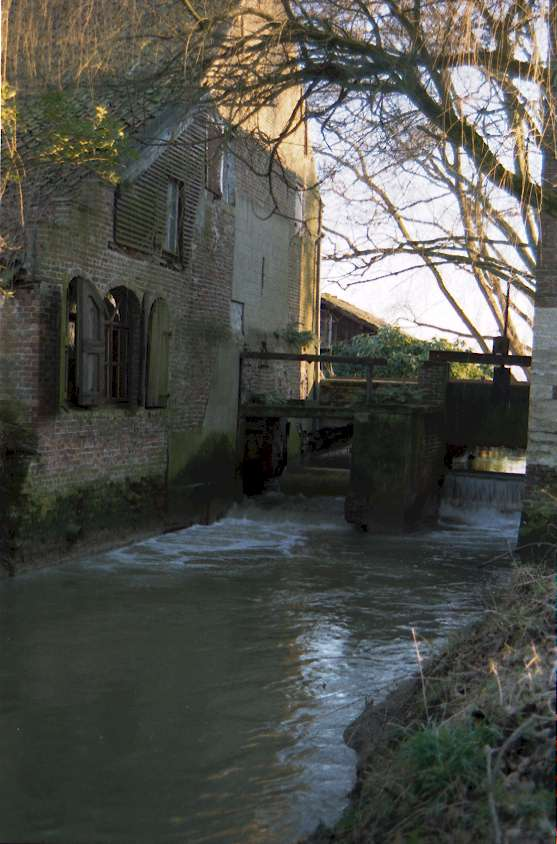
Koevoetmolen Londerzeel Sint-Jozef

De enige watermolen op het grondgebied van Sint-Jozef, gedeeltelijk althans, want het andere deel ligt op het grondgebied van Malderen. Vermoedelijk omstreeks 1390 gebouwd, vermeld op 10 januari 1391 in de wilsbeschikking van Jan van Marselaer, die de molen te "Coevoirde" gebouwd had. De benaming Koevoet verschijnt voor het eerst in een handschrift van het jaar 1329 als Covorde.
De benaming komt in vele varianten voor in de loop der tijden:
de molen "ten Coevoerde" (1397),
"up den Coren molen te Coevorde" (1431),
"den Coevertmolen geleghen in de prochie van Londerseel" (1434),
"den Coevoirtmoelen" (1595),
"den Coevoortmolen" (1616),
"den coevoert moelen" (1623),
"den coevoet moelen" (1631),
"Coevoert molen" (1635),
"den Coevort moelen" (1662),
"den Coevoet molen" (bij Jan van Acoleijen in 1709-1710),
"den koeijvoet molen" (1759),
"Den Coevoert molen" (1812),
"de Koeijvoetmolen" in het moderne kadaster in Londerzeel van 1834.
Volgens een "Schattinge en Taxatie" door meestermolenmakers Carolus en Hendrik Van den Bossche uit 1781 lagen een "coren- of graenmolen en een boeckweitmolen" op de Londerzeelse zijde van de beek en een "smoutmolen", opgericht in 1757, op de Malderse zijde van de beek. Van de graanmolens zijn heden binnen het gebouw nog drie manieren van aandrijving te zien: door waterrad, door dieselmotor met vliegwiel en door waterturbine. Op de steenzolder bevinden zich nog de twee steenkoppels, met maalstoelen in goede toestand. Aan de buitenzijde zijn rad en sluiswerk niet meer aanwezig, wel de (Kaplan)turbine.
De oliemolen op de linkeroever (Malderen) is totaal verdwenen, maar de sluis is nog aanwezig (zonder waterwiel). Het molinologisch erfgoed is privé bezit en normaal niet voor bezoekers toegankelijk.
De molen is beschermd onroerend erfgoed gekend als Koevoordemolen.

## Marselaersmolen

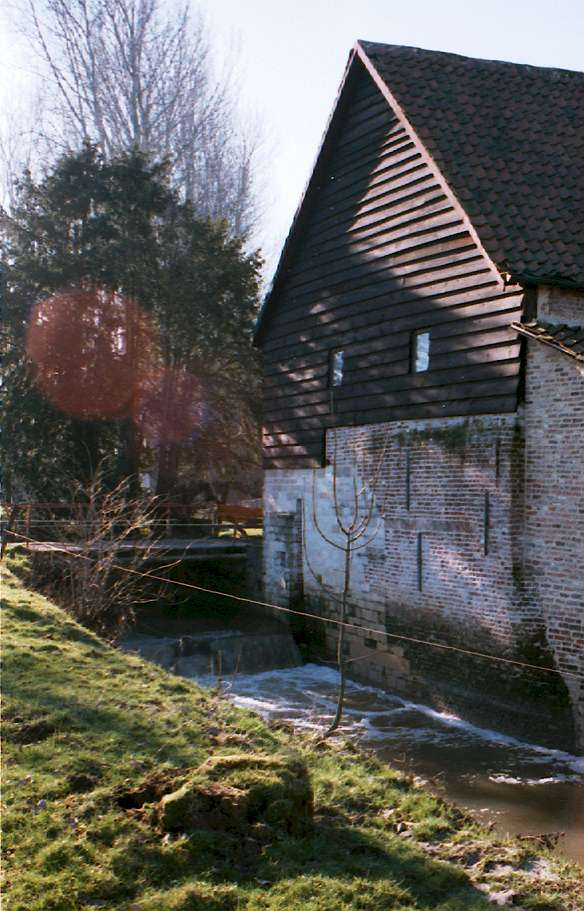
Marselaersmolen Steenhuffel, Londerzeel

Hij is gelegen aan de Bontestraat te Steenhuffel en werd in de jaren 80 beschermd als monument. Een waardevolle molenaarswoning sluit op de Marselaersmolen aan. De maalinrichting is nog steeds aanwezig. De molen was eertijds als leengoed in het bezit van de gelijknamige, sedert de 12de eeuw vermelde familie, en achterleen van Brabant. Het huidig molenaarshuis behoudt nog een kern uit het eerste kwart van de 18de eeuw, doch werd, evenals de overige dienstgebouwen en de schuur, aangepast tijdens de 19de eeuw. De molen isbeschermd onroerend erfgoed.

## Diepensteynmolen

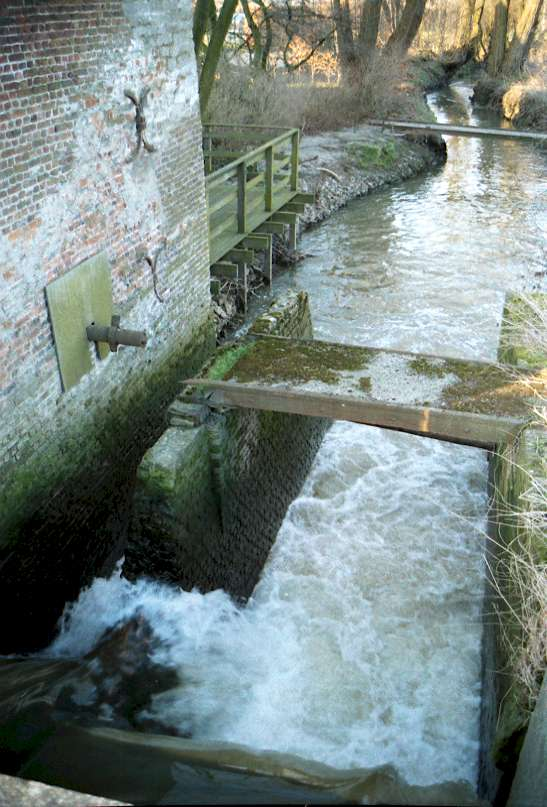
Diepensteynmolen

Hij is gelegen aan de Watermolenstraat te Steenhuffel, met het kasteel Diepensteyn aan de overkant van de straat. De Diepensteynmolen is een watermolen die gedateerd is "1795", maar wordt reeds op die plaats vermeld in 1279. Het woonhuis werd gerestaureerd en binnenwerk van de molen werd geïntegreerd in het gebouw. Sluiswerk en waterrad zijn verdwenen; de bakstenen sluismuren en strekdam zijn nog aanwezig.
Maalzolder op halve hoogte op houten structuur met gedateerde frontbalk "1795".
Drie koppels maalstenen (1 La Ferté, 1 Andernach, 1 kunstst.) in frontale opstelling waarvan er twee aangedreven worden door een elektro-motor CEB via riem, riemwiel en gietijzeren raderwerk (tweede helft 19de eeuw) met putwiel en lantaarn op gesmeed onderijzer, voor aandrijving met waterkracht.
Twee taatspotten bevinden zich op een gietijzeren console, één taatspot op een houten balk. Uit- en inschakeling van rondsels door middel van spanring; twee x lichtsysteem door middel van bedieningswiel; 1 x lichtsysteem door middel van op en neer bewegen van houten ijzerbalk die met bout kan vastgezet worden.
De steenkoppels hebben een volledig houten toebehoren met uitzondering van één der steenkisten die bestaat uit een houten geraamte met zinken bekleding. Drie vierkante archaïsche steenkistringen. Afzonderlijke meelgoten. Eén houten galg. Eén graankuismachine (op zolder 1) voorziet een van de maalstenen van graan via houten goot. Eén builinstallatie "Van de Velde Haaltert", hout, vijf uitgangen (gelijkvloers). Binnenluiwerk, volledig in hout (klauwwiel met houten klauwen) met riemaandrijving, inschakeling via meervoudig systeem van hefbomen. Menger met riemaandrijving en conische tandradkoppeling. Gietijzeren haverpletter, elektrisch aangedreven. De Elektro-motor C.E.B. wordt bediend via reostaat met bedieningswieltje; één weegschaal; één wanmolen.
De molen isbeschermd onroerend erfgoed.

## Herbodinnemolen

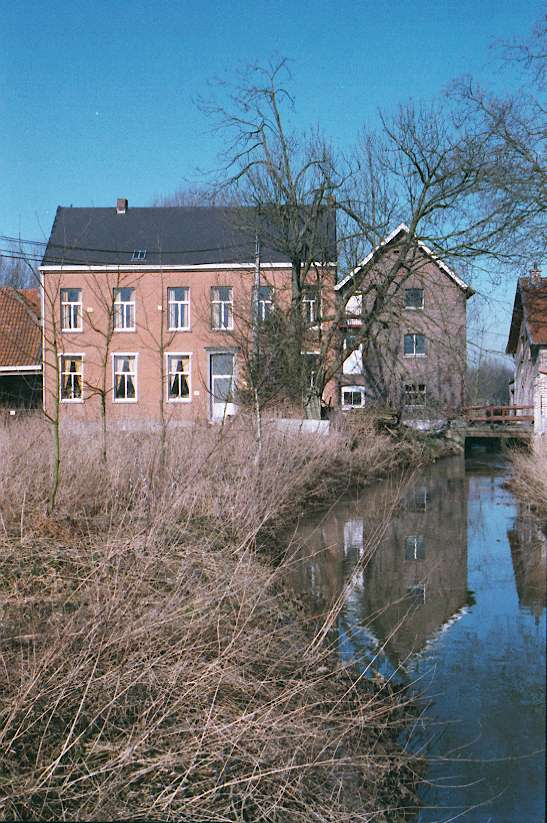
Herbodinnemolen Malderen

Hij is gelegen in Herbodin te Malderen. De molen zou twee raderen hebben gehad, één op grondgebied Londerzeel en één in Malderen, een graanmolen en een oliemolen. In 1780 werd de watermolen herbouwd met slechts één rad.
Aanvankelijk wordt hij Ten Broeckemolen geheten, daar hij samen met het hof ten Broecke een leengoed vormde van Brabant, en waarvan de eerste heren van Groenhove de bezitters waren; sedert de 15de eeuw echter vermeld als Herbodinnenmolen en afzonderlijk leengoed.
De molen is beschermd onroerend erfgoed en wordt soms ook geschreven als Herbodinnemolen.

## Molenbeken
Op de Grote Molenbeek liggen ook de drie watermolens van Merchtem, waaronder de nog functionerende watermolen van Mollem in de Neerkamstraat te Brussegem (Merchtem). Evenals de Ichelgemmolen van de Trappenhoeve in Mollem (Asse).
Op Kleine Molenbeek, bevindt zich ook de nog actieve turbine Schemelbertmolen van Liezele (Puurs).